# Sammaro
Il torrente Sammaro è uno dei principali subaffluenti del Calore Lucano nel quale arriva dopo esser confluito nel Ripiti.

## Geografia
Torrente campano dell'entroterra del Cilento, nasce nel comune di Sacco. Presso la sua sorgente si trova il Ponte di Sacco.

## Caratteristiche
La sorgente è sovrastata da un ponte a campata unica sul quale passa la strada provinciale che collega Sacco a Roscigno. 
La zona delle sorgenti è stata abitata fin dall'epoca preistorica, con insediamenti in grotta, va ricordata a tal proposito la Grotta Grande di Sacco.